# Campeonato Sul-Americano de Voleibol Feminino de 2019
O Campeonato Sul-Americano de Voleibol Feminino de 2019 foi a 33ª edição do torneio organizado bianualmente pela Confederação Sul-Americana de Voleibol (CSV). Foi disputado em Cajamarca, Peru, de 28 de agosto a 1 de setembro de 2019, no Coliseo Gran Qhapaq Ñan, que tem capacidade para 8 500 espectadores.
O Brasil conquistou a sua vigésima primeira medalha de ouro, enquanto a Colômbia e o Peru garantiram a prata e bronze, respectivamente. O torneio também deu às seleções da Colômbia, do Peru, da Argentina e da Venezuela a oportunidade de disputar o qualificatório olímpico continental da América do Sul, o qual será realizado em janeiro de 2020 e dará ao campeão a vaga para disputar os Jogos Olímpicos de Tóquio. A seleção brasileira garantiu a classificação antecipadamente, após vencer o Grupo D do pré-olímpico mundial, realizado em agosto de 2019.

## Seleções participantes
O torneio contará com 8 seleções. Entre parêntesis a posição das seleções no ranking mundial da FIVB
- Brasil (4)
- Argentina (11)
- Peru (27) (país sede)
- Colômbia (29)
- Venezuela (38)
- Uruguai (52)
- Bolívia (117)
- Equador (117)

## Fórmula de Disputa
Inicialmente as oito equipes foram divididas em dois grupos, com quatro seleções cada. Os times da mesma chave se enfrentam, totalizando três jogos para cada equipe na fase classificatória. As seleções que terminarem em terceiro e quarto lugares disputarão o 5º e o 7º lugar. Já as duas melhores seleções de cada grupo avançam para a fase final, que será disputada em duas semifinais. As equipes vencedoras lutam pela medalha de ouro e as perdedoras pela medalha de bronze.

## Critérios de Desempate
1. Número de vitórias
2. Número de pontos
3. Sets average
4. Pontos average

Partidas terminadas em 3–0 ou 3–1: 3 pontos para o vencedor, 0 pontos para o perdedor;
Partidas terminadas em 3–2: 2 pontos para o vencedor, 1 ponto para o perdedor.

## Fase Classificatória
Todas as partidas seguem o fuso horário local (UTC-5).

### Grupo A
|     |           |     | Jogos | Jogos | Jogos | Resultados | Resultados | Resultados | Resultados | Resultados | Resultados | Sets | Sets | Sets  | Pontos | Pontos | Pontos |
| Pos | Equipe    | Pts | T     | V     | D     | 3–0        | 3–1        | 3–2        | 2–3        | 1–3        | 0–3        | V    | P    | R     | V      | P      | R      |
| --- | --------- | --- | ----- | ----- | ----- | ---------- | ---------- | ---------- | ---------- | ---------- | ---------- | ---- | ---- | ----- | ------ | ------ | ------ |
| 1   | Brasil    | 9   | 3     | 3     | 0     | 2          | 1          | 0          | 0          | 0          | 0          | 9    | 1    | 9,000 | 248    | 135    | 1.837  |
| 2   | Argentina | 6   | 3     | 2     | 1     | 2          | 0          | 0          | 0          | 1          | 0          | 7    | 3    | 2.333 | 221    | 193    | 1.145  |
| 3   | Venezuela | 2   | 3     | 1     | 2     | 0          | 0          | 1          | 0          | 0          | 2          | 3    | 8    | 0.375 | 197    | 242    | 0.814  |
| 4   | Equador   | 1   | 3     | 0     | 3     | 0          | 0          | 0          | 1          | 0          | 2          | 2    | 9    | 0.222 | 163    | 259    | 0.629  |

| 28 de agosto 13:00 Relatório | Argentina | 3 – 0             | Venezuela | Coliseu Qhapaq Ñan, Cajamarca Público: ? |
| 28 de agosto 13:00 Relatório | 25        | Set 1 Set 2 Set 3 | 16 13 22  | Coliseu Qhapaq Ñan, Cajamarca Público: ? |

| 28 de agosto 15:00 Relatório | Brasil | 3–0               | Equador | Coliseu Qhapaq Ñan, Cajamarca Público: ? |
| 28 de agosto 15:00 Relatório | 25     | Set 1 Set 2 Set 3 | 8 9 10  | Coliseu Qhapaq Ñan, Cajamarca Público: ? |

| 29 de agosto 13:00 Relatório | Argentina | 3 – 0             | Equador  | Coliseu Qhapaq Ñan, Cajamarca Público: ? |
| 29 de agosto 13:00 Relatório | 25        | Set 1 Set 2 Set 3 | 16 15 13 | Coliseu Qhapaq Ñan, Cajamarca Público: ? |

| 29 de agosto 15:00 Relatório | Brasil | 3 – 0             | Venezuela | Coliseu Qhapaq Ñan, Cajamarca Público: ? |
| 29 de agosto 15:00 Relatório | 25     | Set 1 Set 2 Set 3 | 10 16 11  | Coliseu Qhapaq Ñan, Cajamarca Público: ? |

| 30 de agosto 13:00 Relatório | Venezuela      | 3 – 2                         | Equador       | Coliseu Qhapaq Ñan, Cajamarca Público: ? |
| 30 de agosto 13:00 Relatório | 25 23 25 21 15 | Set 1 Set 2 Set 3 Set 4 Set 5 | 19 25 18 25 5 | Coliseu Qhapaq Ñan, Cajamarca Público: ? |

| 30 de agosto 15:00 Relatório | Brasil | 3 – 1                   | Argentina   | Coliseu Qhapaq Ñan, Cajamarca Público: ? |
| 30 de agosto 15:00 Relatório | 23 25  | Set 1 Set 2 Set 3 Set 4 | 25 19 16 11 | Coliseu Qhapaq Ñan, Cajamarca Público: ? |

### Grupo B
|     |          |     | Jogos | Jogos | Jogos | Resultados | Resultados | Resultados | Resultados | Resultados | Resultados | Sets | Sets | Sets  | Pontos | Pontos | Pontos |
| Pos | Equipe   | Pts | T     | V     | D     | 3–0        | 3–1        | 3–2        | 2–3        | 1–3        | 0–3        | V    | P    | R     | V      | P      | R      |
| --- | -------- | --- | ----- | ----- | ----- | ---------- | ---------- | ---------- | ---------- | ---------- | ---------- | ---- | ---- | ----- | ------ | ------ | ------ |
| 1   | Colômbia | 8   | 3     | 3     | 0     | 2          | 0          | 1          | 0          | 0          | 0          | 9    | 2    | 4.500 | 262    | 162    | 1.617  |
| 2   | Peru     | 7   | 3     | 2     | 1     | 2          | 0          | 0          | 1          | 0          | 0          | 8    | 3    | 2.667 | 245    | 187    | 1.310  |
| 3   | Bolívia  | 3   | 3     | 1     | 2     | 0          | 1          | 0          | 0          | 0          | 2          | 3    | 7    | 0.429 | 151    | 229    | 0.659  |
| 4   | Uruguai  | 0   | 3     | 0     | 3     | 0          | 0          | 0          | 0          | 1          | 2          | 1    | 9    | 0.111 | 157    | 237    | 0.662  |

| 28 de agosto 17:00 Relatório | Colômbia | 3 – 0             | Uruguai | Coliseu Qhapaq Ñan, Cajamarca Público: ? |
| 28 de agosto 17:00 Relatório | 25       | Set 1 Set 2 Set 3 | 9 8 20  | Coliseu Qhapaq Ñan, Cajamarca Público: ? |

| 28 de agosto 20:00 Relatório | Peru | 3 – 0             | Bolívia | Coliseu Qhapaq Ñan, Cajamarca Público: ? |
| 28 de agosto 20:00 Relatório | 25   | Set 1 Set 2 Set 3 | 12 11   | Coliseu Qhapaq Ñan, Cajamarca Público: ? |

| 29 de agosto 17:00 Relatório | Colômbia | 3 – 0             | Bolívia | Coliseu Qhapaq Ñan, Cajamarca Público: ? |
| 29 de agosto 17:00 Relatório | 25       | Set 1 Set 2 Set 3 | 8 6 16  | Coliseu Qhapaq Ñan, Cajamarca Público: ? |

| 29 de agosto 20:00 Relatório | Peru | 3 – 0             | Uruguai  | Coliseu Qhapaq Ñan, Cajamarca Público: ? |
| 29 de agosto 20:00 Relatório | 25   | Set 1 Set 2 Set 3 | 14 11 16 | Coliseu Qhapaq Ñan, Cajamarca Público: ? |

| 30 de agosto 17:00 Relatório | Uruguai     | 1 – 3                    | Bolívia  | Coliseu Qhapaq Ñan, Cajamarca Público: ? |
| 30 de agosto 17:00 Relatório | 17 15 25 22 | Set 1 Set 2 Set 3 Set 4< | 25 12 25 | Coliseu Qhapaq Ñan, Cajamarca Público: ? |

| 30 de agosto 20:00 Relatório | Peru          | 2 – 3                         | Colômbia       | Coliseu Qhapaq Ñan, Cajamarca Público: ? |
| 30 de agosto 20:00 Relatório | 22 25 26 13 9 | Set 1 Set 2 Set 3 Set 4 Set 5 | 25 23 24 25 15 | Coliseu Qhapaq Ñan, Cajamarca Público: ? |

## Decisão do 5º e 7º lugar
Todas as partidas seguem o fuso horário local (UTC-5).
|  | Semifinais           | Semifinais           |   |                        | 5º lugar               | 5º lugar |  |
|  |                      |                      |   |                        |                        |          |  |
|  | 31 de agosto – 11:00 |                      |   |                        |                        |          |  |
|  | Bolívia              | 3                    |   |                        |                        |          |  |
|  | Equador              | 0                    |   |                        |                        |          |  |
|  |                      |                      |   |                        |                        |          |  |
|  |                      |                      |   |                        | 01 de setembro – 13:00 |          |  |
|  |                      |                      |   |                        | Bolívia                | 0        |  |
|  |                      | Venezuela            | 3 |                        |                        |          |  |
|  |                      |                      |   |                        |                        |          |  |
|  |                      |                      |   |                        |                        |          |  |
|  |                      |                      |   |                        | 7º lugar               |          |  |
|  | 31 de agosto – 13:00 | 31 de agosto – 13:00 |   | 01 de setembro – 11:00 | 01 de setembro – 11:00 |          |  |
|  | Venezuela            | 3                    |   | Equador                | 3                      |          |  |
|  | Uruguai              | 0                    |   |                        | Uruguai                | 0        |  |

### Semifinais
| 31 de agosto 11:00 Relatório | Bolívia | 3 – 0             | Equador | Coliseu Qhapaq Ñan, Cajamarca Público: ? |
| 31 de agosto 11:00 Relatório | 25      | Set 1 Set 2 Set 3 | 22 23   | Coliseu Qhapaq Ñan, Cajamarca Público: ? |

| 31 de agosto 13:00 Relatório | Venezuela | 3 – 0             | Uruguai | Coliseu Qhapaq Ñan, Cajamarca Público: ? |
| 31 de agosto 13:00 Relatório | 25        | Set 1 Set 2 Set 3 | 15 9 14 | Coliseu Qhapaq Ñan, Cajamarca Público: ? |

### Sétimo lugar
| 01 de setembro 09:00 Relatório | Equador | 3 – 0             | Uruguai | Coliseu Qhapaq Ñan, Cajamarca Público: ? |
| 01 de setembro 09:00 Relatório | 25      | Set 1 Set 2 Set 3 | 0       | Coliseu Qhapaq Ñan, Cajamarca Público: ? |

### Quinto lugar
| 01 de setembro 13:00 Relatório | Bolívia  | 0 – 3             | Venezuela | Coliseu Qhapaq Ñan, Cajamarca Público: ? |
| 01 de setembro 13:00 Relatório | 23 18 22 | Set 1 Set 2 Set 3 | 25        | Coliseu Qhapaq Ñan, Cajamarca Público: ? |

## Fase Final
Todas as partidas seguem o fuso horário local (UTC-5).
|  | Semifinais           | Semifinais           |   |                        | Final                  | Final |  |
|  |                      |                      |   |                        |                        |       |  |
|  | 31 de agosto – 15:00 |                      |   |                        |                        |       |  |
|  | Brasil               | 3                    |   |                        |                        |       |  |
|  | Peru                 | 0                    |   |                        |                        |       |  |
|  |                      |                      |   |                        |                        |       |  |
|  |                      |                      |   |                        | 01 de setembro – 18:00 |       |  |
|  |                      |                      |   |                        | Brasil                 | 3     |  |
|  |                      | Colômbia             | 0 |                        |                        |       |  |
|  |                      |                      |   |                        |                        |       |  |
|  |                      |                      |   |                        |                        |       |  |
|  |                      |                      |   |                        | 3º lugar               |       |  |
|  | 31 de agosto – 18:00 | 31 de agosto – 18:00 |   | 01 de setembro – 15:00 | 01 de setembro – 15:00 |       |  |
|  | Colômbia             | 3                    |   | Peru                   | 3                      |       |  |
|  | Argentina            | 0                    |   |                        | Argentina              | 2     |  |

Semifinais
| 31 de agosto 15:00 Relatório | Colômbia | 3 – 0             | Argentina | Coliseu Qhapaq Ñan, Cajamarca Público: ? |
| 31 de agosto 15:00 Relatório | 25       | Set 1 Set 2 Set 3 | 23 21 19  | Coliseu Qhapaq Ñan, Cajamarca Público: ? |

| 31 de agosto 18:00 Relatório | Brasil | 3 – 0             | Peru     | Coliseu Qhapaq Ñan, Cajamarca Público: ? |
| 31 de agosto 18:00 Relatório | 25     | Set 1 Set 2 Set 3 | 19 18 16 | Coliseu Qhapaq Ñan, Cajamarca Público: ? |

### Terceiro lugar
| 01 de setembro 15:00 Relatório | Argentina   | 2 – 3                         | Peru           | Coliseu Qhapaq Ñan, Cajamarca Público: ? |
| 01 de setembro 15:00 Relatório | 19 24 25 14 | Set 1 Set 2 Set 3 Set 4 Set 5 | 25 26 17 19 16 | Coliseu Qhapaq Ñan, Cajamarca Público: ? |

### Final
| 01 de setembro 18:00 Relatório | Brasil | 3 – 0             | Colômbia | Coliseu Qhapaq Ñan, Cajamarca Público: ? |
| 01 de setembro 18:00 Relatório | 25     | Set 1 Set 2 Set 3 | 22 23 20 | Coliseu Qhapaq Ñan, Cajamarca Público: ? |

## Classificação Final
| Pos. | Equipe    |
| ---- | --------- |
|      | Brasil    |
|      | Colômbia  |
|      | Peru      |
| 4    | Argentina |
| 5    | Venezuela |
| 6    | Bolívia   |
| 7    | Equador   |
| 8    | Uruguai   |

## Premiações individuais
- MVP:  Lorenne Geraldo
- Melhor Oposta:  Sol Piccolo
- Melhor Central:  Mara Leão
- 2ª Melhor Central:  Ana Beatriz Correa
- Melhor Levantadora:  María Alejandra Marín
- Melhor Ponteira:  Amanda Coneo
- 2ª Melhor Ponteira:  Karla Ortiz
- Melhor Líbero:  Juliana Toro